# Carduus spachianus
Carduus spachianus là một loài thực vật có hoa trong họ Cúc. Loài này được Durieu mô tả khoa học đầu tiên.